# Diplurodes fuscovestita
Diplurodes fuscovestita là một loài bướm đêm trong họ Geometridae.